# Руска шпијунажа у САД
Руска шпијунажа у Сједињеним Америчким Државама се дешавала барем од Хладног рата (као Совјетски Савез), а вероватно и много раније. Према влади САД, до 2007. године достигла је ниво из периода хладног рата.

## Преглед

### Прелазак са совјетске на руску обавештајну службу
КГБ је био главна безбедносна агенција за Совјетски Савез од 1954. до његовог распада 1991. године. Главне дужности КГБ-а биле су прикупљање обавештајних података у другим нацијама, спровођење контраобавештајних служби, одржавање тајне полиције, КГБ-овог војног корпуса и граничне страже, сузбијање унутрашњег отпора и спровођење електронске шпијунаже. Према бившем генерал-мајору КГБ-а Олегу Калугину, који је био шеф операција КГБ-а у Сједињеним Државама, „срце и душа“ совјетске обавештајне службе „није било прикупљање обавештајних података, већ субверзија: активне мере за слабљење Запада, стварање раздора у односе САД и савезника, посебно НАТО, слабљење САД у очима народа Европе, Азије, Африке, Латинске Америке, и тако припреме терена за случај да до рата заиста дође."
Током 1991. године, СССР се распао и КГБ је расформиран у неколико организација, укључујучи ФСБ. Совјетски Савез је раније формирао две друге познате агенције: ГРУ И СВР.
ГРУ (Главна управа Генералштаба Оружаних снага Руске Федерације) је руска војна обавештајна служба. ГРУ је остао нетакнут када се КГБ поделио на ФСБ и СВР, и задржао је исту скраћеницу као ГРУ из совјетског доба. Према Федерацији америчких научника, ГРУ се фокусира на „прикупљање људских обавештајних података (ХУМИНТ) преко војних аташеа и страних агената“. Осим што прикупља људске обавештајне податке, ГРУ такође одржава „значајне обавештајне податке о сигналима (СИГИНТ) и извиђање слика заједно са могућностима сателитских снимака (ИМИНТ)“. Савремени ГРУ је био повезан са више криза и акција мешања, а САД су га оптужиле за велике сајбер нападе, повезане са прекидом украјинске електроенергетске мреже, циљане на организације које истражују тровање Сергеја Скрипаља и хаковање ДНЦ-а 2016. мешање у изборе.
СВР (Спољна обавештајна служба) формирана је у децембру 1991. након распарчавања КГБ-а. СВР је заменио прекоокеански огранак КГБ-а. Према бившем пребегу СВР-а Сергеју Третјакову, током 1990-их, агенти СВР-а су били тајно разбацани по Њујорку да би прикупљали обавештајне податке за Кремљ.
Након транзиције из Совјетског Савеза у Руску Федерацију, дошло је до нових открића о шпијунажи из совјетског доба. Пројекат Венона, са којег је Мојниханова комисија 1995. декласифицирала тајност, садржао је опсежне доказе о активностима совјетских шпијунских мрежа у Америци, као што је Митрохин архив открио од 1992-1999.

### Активне мере
Активне мере су настављене иу постсовјетској ери у Руској Федерацији и на много начина су засноване на моделима из хладног рата. Активне мере, како је први пут формулисан у совјетском КГБ-у, биле су облик политичког ратовања, офанзивних програма као што су дезинформације, пропаганда, обмана, саботажа, дестабилизација и шпијунажа.
Према архиви Митрохин, активне мере су се подучавале у Андроповском институту КГБ-а који се налази у седишту СВР (Спољна обавештајна служба) у округу Јасенево у Москви. Шеф "одсека за активне мере" био је Јуриј Модин, бивши контролор шпијунског ланца Кембриџ пет. Бивши институт Андропов постао је Академија за спољну обавештајну службу и сада њиме управља СВР.
Унапређење технологије и светске међусобне повезаности олакшало је мешање руске обавештајне службе. Међутим, традиционална тактика људске шпијунаже и даље постоји.

### Друг Ј
Пуковник Сергеј Третјаков, иначе познат као друг Ј, био је руски официр СВР-а који је пребегао у Сједињене Државе у октобру 2000. Третјаков је одрастао свестан КГБ-а у Русији, због повезаности његове мајке и баке са службом. Како је Третјаков одрастао у Совјетском Савезу, обожавао је идеју да буде део КГБ-а. Док је био младић у КГБ-у, добио је одговорност да скоро три године буде вођа младог комунистичког вођства. Третјаков је провео много година у КГБ-у све док се Совјетски Савез није распао 1991. и постао је пуковник СВР. Од 1995. до 2000. Третјаков је био одговоран за све руске тајне операције у Њујорку и Уједињеним нацијама. Према Питу Ерлију, 1997. године Третјаков је можда почео да снабдева званичнике САД руским информацијама. Било у овом тренутку или након свог званичног бекства, Третјаков је објаснио САД како Русија шпијунира широм Њујорка и остатка Сједињених Држава, као и како се руска обавештајна служба шири по Менхетну и остатку Америке. Третјаков је постао амерички држављанин 2007. године, а затим је три године касније преминуо у 53. години

### Шпијунажа
Од краја 1980-их, КГБ и касније СВР почели су да стварају „други ешалон“ „помоћних агената, илегалаца и специјалних агената“, према тврдњи бившег официра СВР Кузминова. Ови агенти су легални имигранти, укључујући научнике и друге професионалце. Други официр СВР, Василиј Митрохин, који је пребегао у Британију 1992. године, описао је детаље о хиљадама руских агената и обавештајних службеника, од којих су неки „илегали“ који живе под дубоким заклоном у иностранству.
2000. ФБИ је сазнао за више група руских шпијуна у САД Године 2010. ФБИ је ухапсио 10 руских агената, чију је операцију дубоког прикривања Министарство правде назвало Илегалним програмом. Представљајући се као обични амерички грађани, руски агенти су покушали да изграде контакте са академицима, индустријалцима и креаторима политике како би добили приступ обавештајним подацима. Они су били мета вишегодишње истраге ФБИ под називом Операција Приче о духовима, која је кулминирала крајем јуна 2010. хапшењем десет људи у САД и једанаесте особе на Кипру. Десет агената спавача оптужено је за „извршавање дугорочних задатака у САД у име Руске Федерације.
Бивши официр ЦИА Харолд Џејмс Николсон је два пута осуђен као шпијун за Спољну обавештајну службу (СВР) Русије. Неколико догађаја из 90-их довело је до истраге о Николсону. Он се састао са званичницима СВР ван америчке амбасаде и оно што је уследило био је трансфер од 12.000 долара на његов банковни рачун. Он није успео на три полиграфа који су забележили питања попут „да ли кријете умешаност са страном обавештајном службом?“ Ово је ограничило његов приступ руским обавештајним званичницима и до 1996. године ФБИ је успео да га ухапси на аеродрому Дуллес. На њему је био компјутерски диск са поверљивим фајловима ЦИА-е и десет ролни филма на којима су приказана строго поверљива документа. Николсон је признао да је СВР прослеђивао поверљиве информације од 1994. до 1996. године и осуђен је за шпијунажу.
Марија Бутина је Рускиња која је 2018. године осуђена за деловање као нерегистровани страни агент Руске Федерације у Сједињеним Државама. Бутина је покушао да се инфилтрира у конзервативне групе у САД, укључујући Националну стрељачку асоцијацију, као део напора да промовише руске интересе на председничким изборима у Сједињеним Државама 2016. Одбор за обавјештајне послове Сената је касније закључио да је покушала да убиједи Трампову кампању да успостави тајни повратни канал за комуникацију са Русијом.
У фебруару 2020, амерички званичници су у Мајамију оптужили Хектора Алехандра Кабреру Фуентеса, мексичког држављанина, јер је наводно деловао у име руског агента који га је регрутовао да прикупља информације о америчкој влади. Њих двоје су се више пута састајали у Москви.
У мају 2021. године, САД су осудиле бившег Војног Зелених береткица Питера Дебинса на 188 месеци затвора због завере са руским обавештајним оперативцима да им незаконито дају информације о одбрани САД.
У јулу 2022, амерички званичници ухапсили су пар Волтера Глена Примроуза (алиајс Боби Едвард Форт) и Гвин Дарл Морисон (алијас Џули Лин Монтагуе), оптужујући их за крађу идентитета и заверу против владе. Као и Илегалци, обоје су преузели идентитет преминуле америчке деце (Форт и Монтагуе), иако се чинило да је пар заиста рођен и борави у Сједињеним Државама као Примроуз и Морисон. Као Форт, Примросе је служио у Обалској стражи као техничар авионике пре него што је постао одбрамбени извођач; имао је тајну безбедносну проверу. У својој жалби против пара, САД су дале две њихове слике у униформама КГБ-а.

### Председнички избори 2016
Руска шпијунажа се догодила током председничких избора у САД 2016 . Било је бројних извештаја о руском мешању у изборе од када је дошло до номинације председника Трампа . Према Обавештајној заједници Сједињених Држава и директору Националне обавештајне службе, постојали су докази да се руска влада мешала како би нанелу шету кампањи кандидате демократа Хилари Клинтон. Почевши од маја 2017, бивши директор ФБИ Роберт Милер је истраживао доказе и објавио углавном редигован извештај на 448 страница својих налаза.
Милеров извештај се углавном тиче умешаности Трампове администрације и доказа о умешаности Русије. Према  извештају, није било дослуха са Русијом. Милер напомиње да је постојала пропагандна операција на друштвеним мрежама названа „фарма тролова“, у којој је руска агенција за истраживање интернета креирала лажне налоге на мрежи који су „фаворизирали кандидата Трампа и омаловажавали кандидата Клинтонову“. Русија је циљала Клинтонову мејлове након речи председника Трампа у којој је он цитирао: „Русија, ако слушаш, надам се да ћеш моћи да пронађеш 30.000 несталих имејлова који недостају“. Пет сати касније, извештава Муеллер, припадници кључне руске обавештајне јединице први пут су на мети Клинтонове личне канцеларије. Постојало је и оно што је Милер назвао „руским хакерским и дампинг операцијама“ у којима су руски обавештајци хаковали рачуне Клинтонове кампање и организација демократских партија. Материјал је потом сама Русија поставила на интернет, а остале информације је дистрибуирао Викиликс. Русија је више пута посезала за Трамповом кампањом да успостави везу са Кремљом. Милер пише: „Руски контакти су се састојали од пословних веза, понуда помоћи кампањи, позива званичницима кампање и представника руске владе да се састану, и политичких позиција у циљу побољшања америчко-руских односа.
Милер је руско мешање у стране изборе описао са: „није био један покушај. Они то раде док ми седимо овде.” Појединци су тврдили да је Доналд Трамп руски шпијун преко 40 година.

### Протеривање агената
У марту 2018. Трампова администрација је наредила протеривање 60 наводних руских шпијуна из Сједињених Држава након тровања Сергеја и Јулије Скрипаљ, као део заједничких напора са европским савезницима који су такође протерали 50 наводних шпијуна. Бела кућа је такође наредила затварање руског конзулата у Сијетлу, на основу уверења да је конзулат служио као кључна база операција за руске обавештајне операције у САД  Амерички званичници су у то време процењивали преко 100 руских шпијуна представљајући се као дипломате у Сједињеним Државама пре наредбе.

### Електронска шпијунажа
Сајбер шпијунажа се више користила након Хладног рата.
Руски агенти спавачи у САД су 2010. и раније користили стеганографију за размену информација, где су скривене поруке убациване у иначе безазлене датотеке.
У априлу 2015. ЦНН је известио да су „руски хакери“ „продрли у осетљиве делове компјутера Беле куће“ у „недавним месецима“. Речено је да су ФБИ, Тајна служба и друге америчке обавештајне агенције категорисале нападе „међу најсофистициранијим нападима икада покренутим на системе америчке владе“.
За кршење података федералне владе Сједињених Држава из 2020. већина извора окривљује хакерске групе које подржава руска држава. Пријављено је да су сајбер напад и кршење података међу најгорим инцидентима сајбер шпијунаже које су икада претрпеле САД, због осетљивости и високог профила мета и дугог трајања (осам до девет месеци) током којег су хакери имали приступ. У року од неколико дана од његовог открића, пријављено је да је најмање 200 организација широм света погођено нападом, а неке од њих су такође могле да претрпе повреде података. Погођене организације широм света укључују: НАТО, владу Уједињеног Краљевства, Европски парламент, Мицрософт и друге.
Дана 1. јула 2021. саветник за сајбер безбедност из НСА, ФБИ, ЦИСА и британског НЦСЦ упозорио је на кампању ГРУ-овог сајбер-напада грубом силом против организација америчке владе и приватног сектора, као и страних и глобалних организација (посебно оних у Европи), усмерен на крађу података. Примарни циљеви су били америчка влада и војска; одбрамбене, енергетске и логистичке индустрије; и политичке организације. Од савета из јула 2021., кампања, која је почела средином 2019. године, још увек траје.

### Председнички избори 2020
Према извештају ДНИ са којег је скинута тајност објављеном 16. марта 2021. године, постојали су докази о широким напорима Русије (и Ирана) да обликују исход америчких председничких избора 2020. Међутим, није било доказа да су неки гласови, гласачки листићи или регистрације бирача директно промењени. Напори Русије били су усмерени на „оцрњивање кандидатуре председника Бајдена и Демократске партије, подршку бившем председнику Трампу, подривање поверења јавности у изборни процес и погоршање друштвено-политичких подела у САД“, а централни део покушаја мешања Москве био је ослањање на руске обавештајне агенције. ′ заступници „за прање наратива о утицају” коришћењем медијских организација, америчких званичника и људи блиских Трампу да гурају „обмањујуће или непоткријепљене” оптужбе против Бајдена.
У извештају су посебно идентификовани појединци које контролише руска влада као умешани у покушаје мешања Русије, као што су Константин Килимник и Андриј Деркач. У извештају се наводи да је Путин вероватно имао „надлежност“ над активностима Андрија Деркача. Према извештају, Путин је одобрио руске операције утицаја. Након објављивања извештаја ДНИ, председавајући Комитета за обавештајне послове Представничког дома, Адам Шиф, издао је саопштење у којем се каже: „Русија је водила успешну обавештајну операцију која је продрла у најужи круг бившег председника.
Према извештају истраживача са Оксфорда, укључујући социолога Филипа Н. Хауарда, друштвени медији су играли велику улогу у политичкој поларизацији у САД, због компјутерске пропаганде – „употребе аутоматизације, алгоритама и аналитике великих података за манипулисање јавношћу живот“—као што је ширење лажних вести и теорија завере. Истраживачи су истакли улогу руске агенције за истраживање интернета у покушајима да се подрива демократија у САД и погорша постојеће политичке поделе. Најистакнутије методе дезинформисања биле су „органско објављивање, а не рекламе“, а активност утицаја се повећала након 2016. и није била ограничена на изборе. Примери напора су укључивали „кампања за афроамеричке бираче да бојкотују изборе или следе погрешне процедуре гласања 2016. године“, „охрабривање екстремно десничарских бирача да буду конфронтативнији“ и „ширење сензационалистичких, конспиративних и других облика безвезних политичких вести и дезинформације гласачима широм политичког спектра“.